# Підводні човни типу «CA»
Підводні човни типу «CA» (італ. Sommergibili tascabili di Classe CA) — Надмалі підводні човни ВМС Італії періоду Другої світової війни.

## Історія створення та конструкція
Надмалі підводні човни типу «CA» були розроблені в ініціативному порядку фірмою «Caproni». Італійський флот зацікавився ними та видав замовлення на будівництво двох одиниць («CA1» та «CA2»), які увійшли до складу флоту у 1937-1938 роках.
Початково передбачалось використовувати ці човни як протичовнові засоби. Вони були оснащені дизель-електричною силовою установкою і озброєні двома 450-мм торпедними апаратами.
Але випробування показали, що підводні човни були дуже нестійкими на перископній глибині при найменшому хвилюванні моря.
У 1941 році човни передані 10-й флотилії MAS для використання як підводних транспортерів. Були демонтовані дизелі, торпедні апарати і перископ. Човни були переобладнані для транспортування восьми 100-кг підривних зарядів та трьох плавців. 
У 1943 році були побудовані ще два підводні човни даного типу - «CA3» та «CA4».

## Використання
У 1942 році після вступу США у Другу світову війну Юніо Валеріо Боргезе запропонував використати підводні човни типу «CA» для атаки на гавань Нью-Йорка. Океанський підводний човен повинен був доставити човен «CA» через Атлантику, і 2 бойові плавці повинні були встановити заряди на кораблях та портових спорудах.
Для здійснення операції човен «CA-2» був перевезений залізницею в Бордо на базу BETASOM. Як носій був вибраний підводний човен  «Леонардо да Вінчі». На ньому демонтували 100-мм гармату та змонтували кишеню, де мав розміщуватись човен «CA», з якого демонтували дизель та торпедні апарати.
Випробування пройшли успішно, але підготовка човна «CA» затягнулась, і «Леонардо да Вінчі» повернувся до підводної війни в Атлантиці. 23 травня 1943 року він був потоплений британськими кораблями, і атака на Нью-Йорк була скасована.
Після капітуляції Італії 9 вересня 1943 року човни «CA-1», «CA-3» і «CA-4» були затоплені італійцями у Ла-Спеції. «CA-2» був захоплений німцями в Бордо. Затоплений ними при відступі у 1944 році.

## Представники
| Човен | Серія | Будівник | Вступив у стрій     | Доля                           |
| ----- | ----- | -------- | ------------------- | ------------------------------ |
| CA 1  | I.    | Caproni  | 15 квітня 1938 року | Затоплений 9 вересня 1943 року |
| CA 2  | I.    | Caproni  | Квітень 1938 року   | Затоплений в 1944 році         |
| CA 3  | II.   | Caproni  | Січень 1943 року    | Затоплений 9 вересня 1943 року |
| CA 4  | II.   | Caproni  | Січень 1943 року    | Затоплений 9 вересня 1943 року |